# Municipio de Pixley
El municipio de Pixley (en inglés: Pixley Township) es un municipio ubicado en el condado de Clay en el estado estadounidense de Illinois. En el año 2010 tenía una población de 589 habitantes y una densidad poblacional de 5,04 personas por km².

## Geografía
Según la Oficina del Censo de los Estados Unidos, el municipio tiene una superficie total de 116.77 km², de la cual 116,72 km² corresponden a tierra firme y (0,04 %) 0,05 km² es agua.

## Demografía
Según el censo de 2010, había 589 personas residiendo en el municipio de Pixley. La densidad de población era de 5,04 hab./km². De los 589 habitantes, el municipio de Pixley estaba compuesto por el 98,3 % blancos, el 0,17 % eran afroamericanos, el 0,17 % eran amerindios, el 0,34 % eran asiáticos, el 0,17 % eran de otras razas y el 0,85 % eran de una mezcla de razas. Del total de la población el 0,17 % eran hispanos o latinos de cualquier raza.